# Clare Foster
Clare Foster (Southend-on-Sea, 24 luglio 1984) è un'attrice britannica, attiva in campo teatrale, televisivo e cinematografico.

## Biografia
Dopo gli studi alla Masters Performing Arts College, nel 1999 Clare Foster ha fatto il suo debutto professionale a Colonia nel musical La febbre nel sabato sera. Il suo debutto sulle scene britanniche è del 2002, quando la Foster danzò nel musical Sweet Charity al Crucible Theatre di Sheffield. Dopo aver recitato a Chichester in un adattamento teatrale de Il maestro e Margherita nel 2004, nel 2005 la Foster fece il suo debutto nel West End londinese con The Far Pavillions al Shaftesbury Theatre, seguito pochi mesi dopo da We Will Rock You al Dominion Theatre e dalla tournée britannica di Chicago nel 2006, in cui era la prima sostituta per il ruolo della protagonista Roxie Hart. Tra il 2006 e il 2008 recitò nel musical Avenue Q a Londra, ricevendo una candidatura al prestigioso Laurence Olivier Award per la sua performance nel cast. 
Dopo aver recitato in opere di prosa come Un tram che si chiama Desiderio (Bolton, 2010) e Oleanna (Nottingham, 2011), nel 2011 fece il suo ritorno sulle scene nel West End con il musical Crazy for You. Ad esso seguì il successo di critica Merrily We Roll Along, in scena alla Menier Chocolate Factory e all'Harold Pinter Theatre di Londra tra il 2012 e il 2013. Nel 2014 tornò a recitare a Chichester in un revival di Guys and Dolls in cui interpretava la co-protagonista Sarah Brown. Nel 2016 tornò a calcare le scene nel West End con la commedia di Tom Stoppard I mostri sacri e per la sua acclamata interpretazione del ruolo di Cecily Carruthers ottenne una candidatura al Laurence Olivier Award alla migliore attrice non protagonista. Nel 2025 viene nuovamente candidata al Premio Laurence Olivier, questa volta come migliore attrice in un musical, per la sua interpretazione in The Curious Case of Benjamin Button.
Attiva anche in campo televisivo e cinematografico, Clare Foster ha recitato in alcuni film, tra cui Les Misérables, e numerose serie televisive, tra cui Casualty, Doctors e The Crown.

## Filmografia parziale

### Cinema
- Les Misérables, regia di Tom Hooper (2012)
- Holmes & Watson - 2 de menti al servizio della regina (Holmes & Watson), regia di Etan Cohen (2018)
- Capi di Stato in fuga (Heads of State), regia di Il'ja Najšuller (2025)

### Televisione
- Casualty - serie TV, 1 episodio (2006)
- Un genio sul divano - serie TV, 1 episodio (2007)
- Metropolitan Police - serie TV, 52 episodi (2008-2009)
- Doctors - serial TV, 2 puntate (2015-2020)
- Ripper Street - serie TV, 1 episodio (2016)
- Galavant - serie TV, 6 episodi (2016)
- The Crown - serie TV, 1 episodio (2016)
- Sherlock - serie TV, 1 episodio (2017)
- Taboo - serie TV, 1 episodio (2017)